# 粤中纵队四支队十四团团部旧址
粤中纵队四支队十四团团部旧址，位于中国广东省云浮市罗定市罗镜镇镇政府内，为罗定市的一个市级文物保护单位，类型为近现代重要史迹及代表性建筑，公布时间为1994年6月8日。
粤中纵队四支队十四团团部旧址的历史年代为民国。